# Sher 25
Sher 25 är en ensam stjärna i norra delen av stjärnbilden Kölen i HII-regionen NGC 3603 av Vintergatan. Den har en skenbar magnitud av ca 12,2 och kräver ett kraftfullt teleskop för att kunna observeras. Baserat på parallax enligt Gaia Data Release 3 på ca 0,16 mas, beräknas den befinna sig på ett avstånd på ca 25 000 ljusår (ca 7 600 parsek) från solen.

## Egenskaper
Sher 25 är en blå superjättestjärna av spektralklass B1 Iab och klassificeras som en lysande blå variabel. Den har en massa som är ca 40 solmassor, en radie som är ca 54 solradier och har ca 608 000 gånger solens utstrålning av energi från dess fotosfär vid en effektiv temperatur av ca 22 000 K. Regelbundna variationer i dopplerförskjutningen av stjärnans spektrallinjer med en period av några dygn kan bero på omloppsrörelser av en följeslagare eller på pulsationer av stjärnans yta.

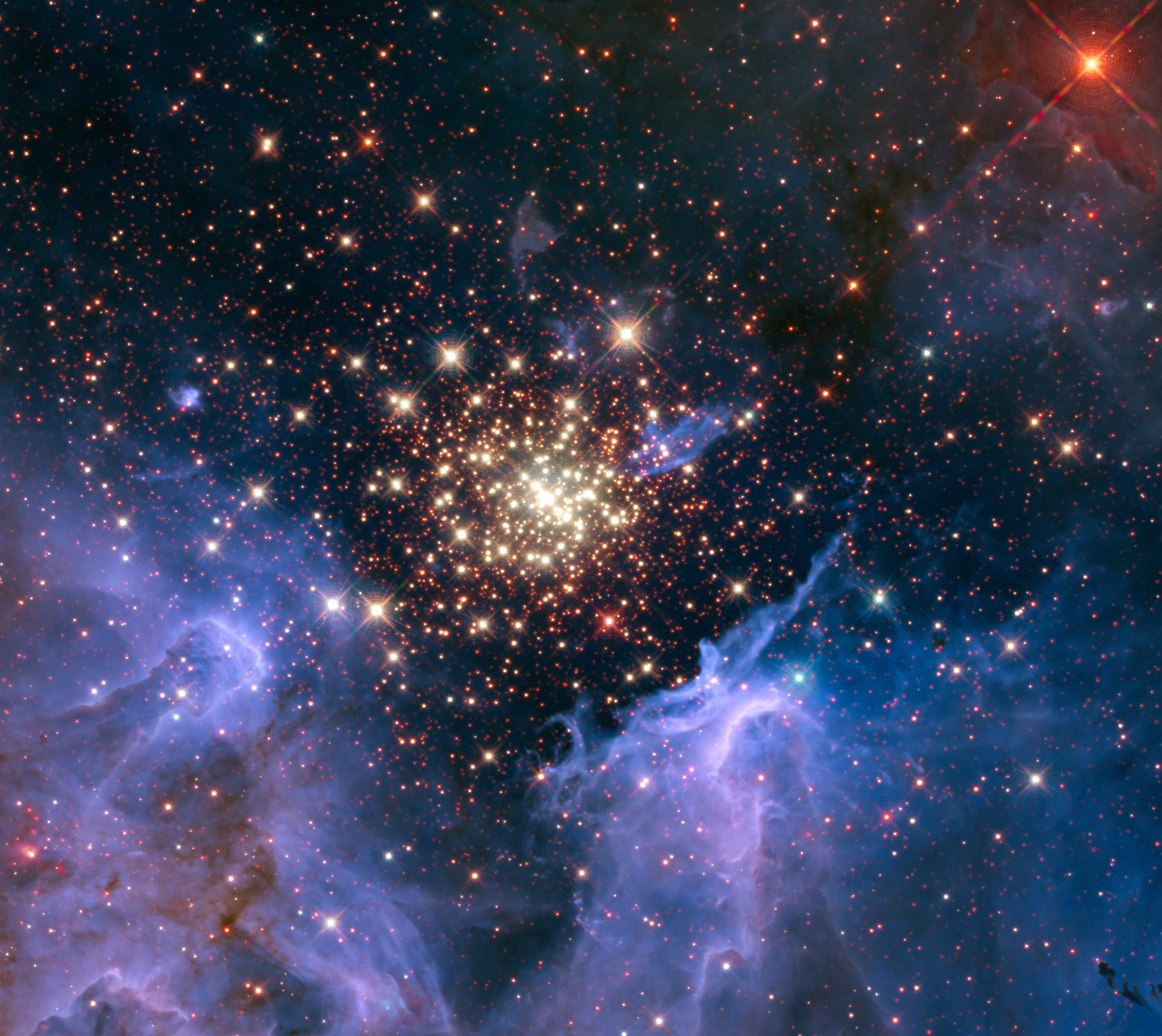
Bild från Hubbleteleskopet av stjärnhopen NGC 3603. Sher 25 är den ljusa stjärnan vid klockan 1-position i förhållande till mitten av hopen, mellan två fläckar av nebulosa och med en svag ring som omger den.

Stjärnans initiala massa i huvudserien beräknas till 60 gånger solens massa, men en stjärna av denna typ har redan förlorat en betydande del av den massan. Det är oklart om Sher 25 har gått igenom en fas som röd superjätte eller har precis utvecklats från huvudserien, så den aktuella massan är mycket osäker.
Det spekuleras i att Sher 25 är nära punkten att explodera som en supernova, eftersom den nyligen har kastat av sig materia i ett mönster som liknar det för supernova 1987A i det Stora Magellanska molnet, med en omgivande ring och bipolära utflödesfilament.